# Raoul le Vert
 Raoul le Vert, fut à partir de 1109 archevêque de Reims jusqu'à 1124.

## Origine familiale
Elle nous est inconnue, il était à Reims depuis de longues années, il a connu Bruno le Chartreux en tant qu'écolâtre en 1075, a obtenu un poste de prévôt en 1096.

## Contexte
Après la mort de Manassès Ier de Gournay le chapitre de Reims est divisé entre deux candidats. Gervais de Rethel, archidiacre est soutenu par le roi Philippe et Raoul, prévôt du chapitre.
Le pape Pascal II est à Troyes pour un concile où est traité les affaires de Simonie, d'investiture laïque et le cas de Reims est exemplaire, le roi avait confirmé Gervais contre l'élection de Raoul. Un anathème est jeté sur la ville de Reims, tant que ne serait reconnu le candidat élu. Le roi ne cédait pas mais il mourait en 1108 et son fils ne put être sacré à Reims. Aucune mention sur les chartes n'apparaît avec le nom de Raoul avant 1109.
Son activité nous est  connue par la tenue de synodes provinciaux (Beauvais, Reims, Soissons) pratiquement chaque année. Il participait à la fondation de l'abbaye de Sept-fontaines au prieuré de Saint-Maurice de Reims 
La venue du pape Calixte II à Reims, octobre 1119, est le signe de son soutien à la réforme de l’Église qu'il menait, décédé le 23 juillet 1124, il repose en l'abbaye Saint-Remi de Reims.